# FC Midtjylland
FC Midtjylland je danski nogometni klub iz mesta Herning. Ustanovljen je bil 2. februarja 1999 z združitvijo klubov Ikast FS in Herning Fremad in  trenutno nastopa v Superligi, danski 1. nogometni ligi. 
Dansko Superligo je osvojil v sezoni 2014/15 in v isti ligi je bil tudi dvakrat drugi, v sezoni 2006/07 in leto pozneje. Bil pa je tudi štirikrat podprvak danskega pokala (v sezonah 2002/03, 2004/05, 2009/10 in 2010/11).
Midtjylland igra na stadionu MCH Arena, ki sprejme 11.800 gledalcev. Barva dresov je črna.